# Freÿr

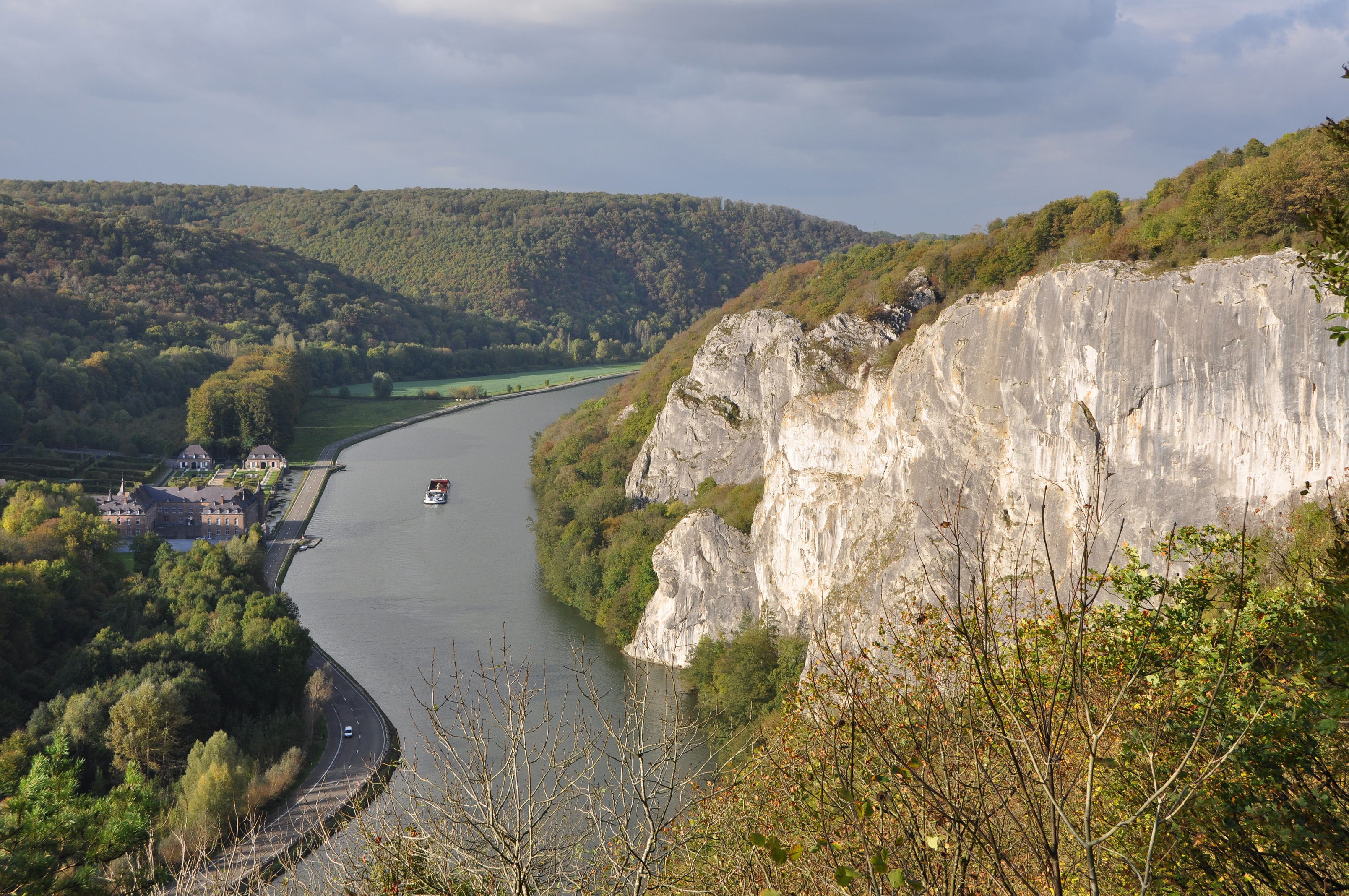
Freÿr und Schloss Freÿr (links) und die Rochers de Freÿr an der Maas

Freÿr ist ein Weiler in der Gemeinde Hastière in Belgien. Er liegt am linken Ufer der Maas, einige Kilometer flussaufwärts von Dinant. Bekannt ist er durch das dortige Schloss Freÿr und die Rochers de Freÿr, das größte Klettergebiet im Land.

## Geschichte

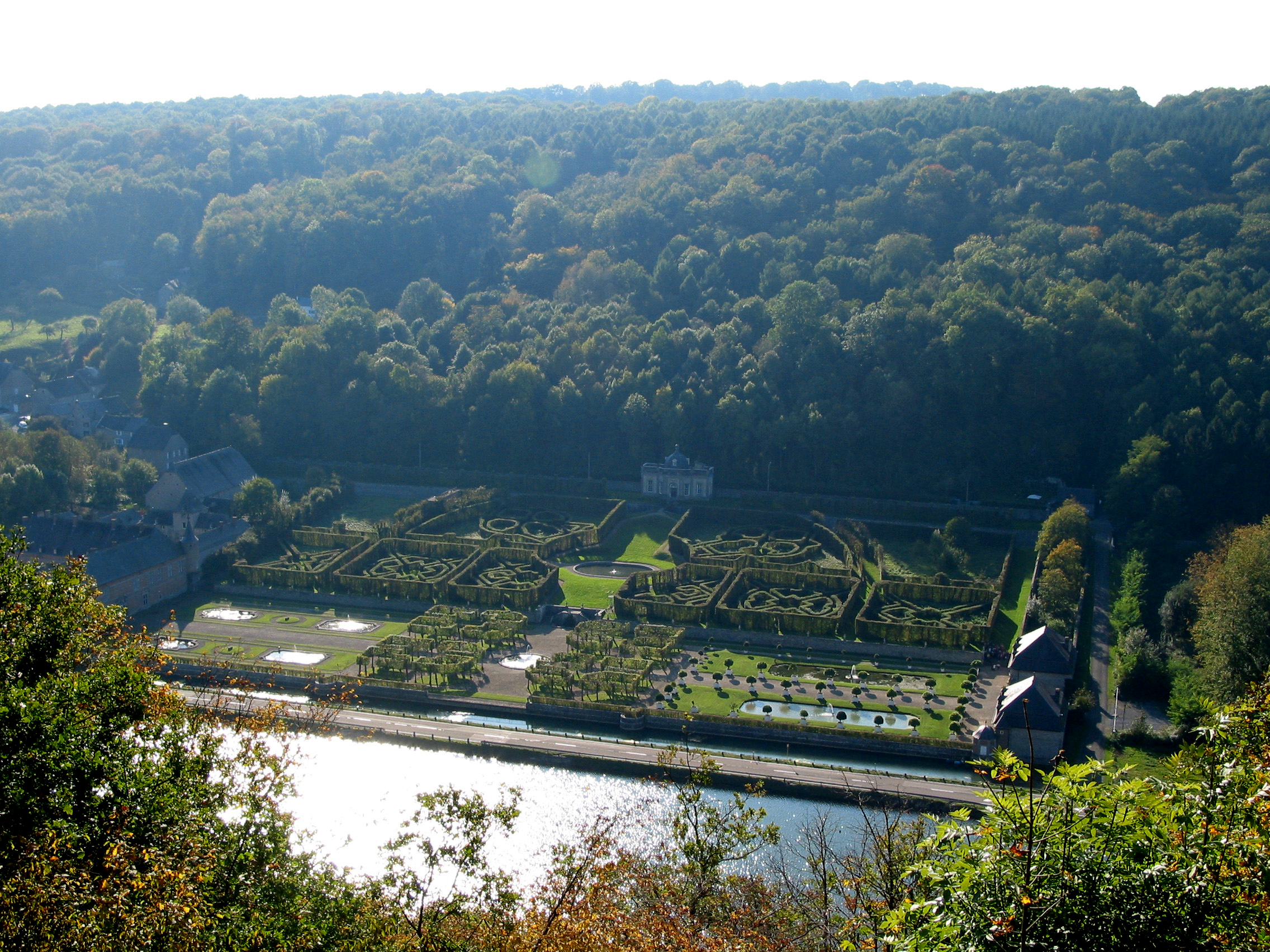
Weiler (links) und Schlosspark vom Felsen aus gesehen

Auf der Höhe von Freÿr existierte im Mittelalter eine Furt über die Maas, die die Grafschaft Namur mit dem Hochstift Lüttich verband. Für deren Verteidigung wurde im Mittelalter eine kleine Burg errichtet, die 1554 zerstört wurde. Im Jahr 1571 wurde sie wieder aufgebaut und im Lauf der Jahrhunderte verändert. Ende des 18. Jahrhunderts erhielt sie als Schloss ihr heutiges Aussehen. Am 25. Oktober 1675 wurde dort, während des Holländischen Kriegs, der Vertrag von Freÿr (fr.: Traité de Freÿr) zwischen Frankreich und Spanien unterzeichnet, der den Schiffsverkehr auf der Maas und der Sambre wieder ermöglichen sollte.

## Schloss Freÿr
Das Schloss Freÿr liegt gegenüber den Felsen auf der linken Seite der Maas. Ursprünglich ein Renaissanceschloss, wurde es im 18. Jahrhundert ausgebaut. Die 300 Jahre alte Orangerie des Schlosses ist die älteste in Belgien. Die Domäne und das Schloss befinden sich im Besitz des hochadeligen Hauses Beaufort-Spontin.

## Felsen

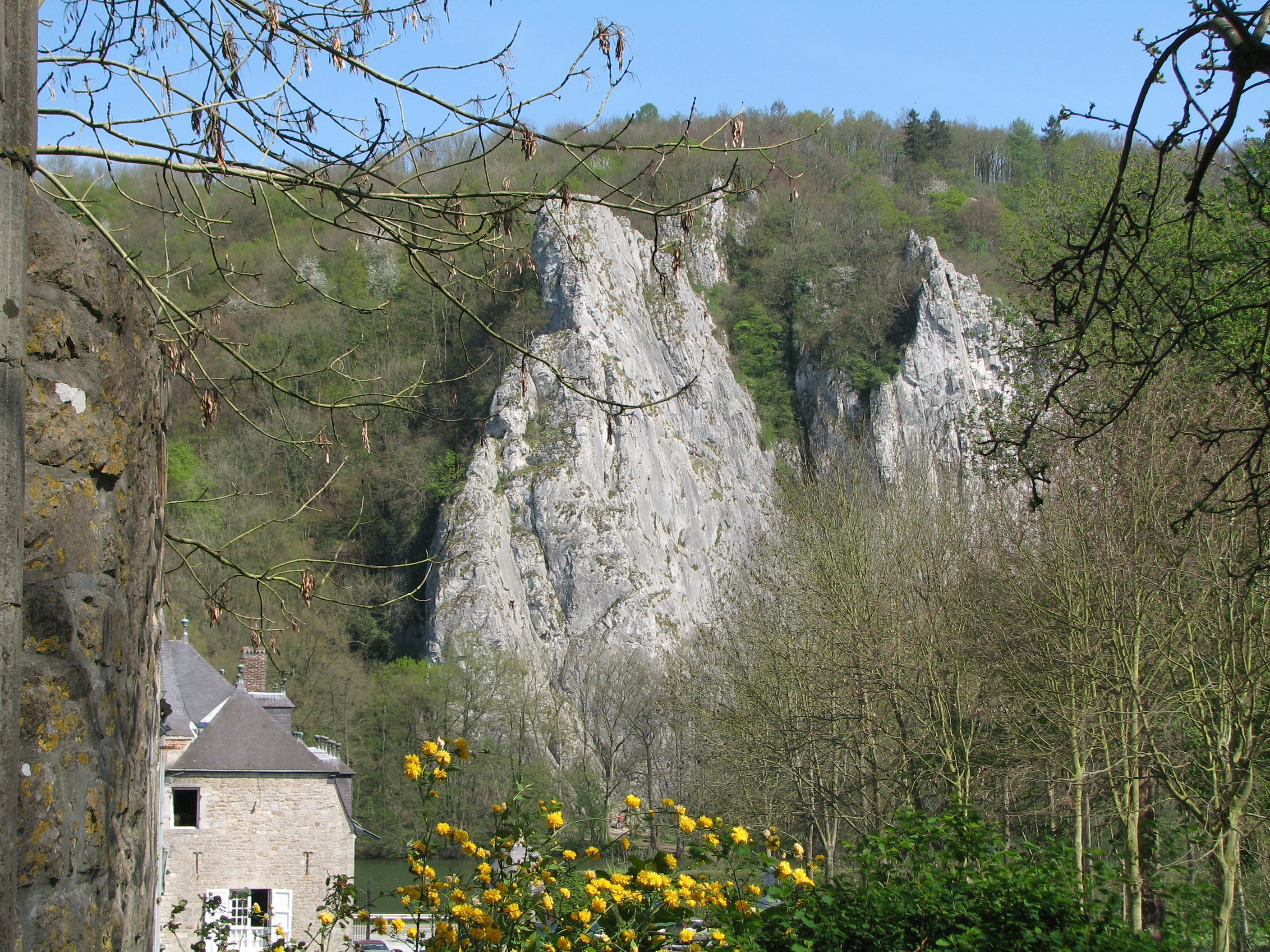
Der 75 Meter hohe Mérinos-Felsen vom Schloss aus gesehen

Die Rochers de Freÿr erheben sich am rechten Ufer der Maas, zwischen Waulsort in der Gemeinde Hastière und Anseremme im südlichen Stadtgebiet von Dinant. Die Struktur der Felsen des Freyr ist geologisch eine Kalksteinformation aus dem mittleren Jura. Das Klettergebiet weist mehr als 600 Routen in allen Stilen und Schwierigkeitsgraden auf, mit Felsen bis zu 120 Metern Höhe. Die Popularität des Massivs ist so groß, dass im unteren Bereich die Routen bereits gelitten haben. Das Klettern auf den Rochers de Freyr ist denjenigen vorbehalten, die sich dem Reglement der Verwaltung unterwerfen (UIAA-Mitgliedschaft).
In Flussrichtung sind folgende Felsformationen anzutreffen: La Carrière, La Dalle Ecole, Les Fissures Georget, Le Mérinos, Les 5 Anes, La Tête de Lion, Le Pâpe, Les Pucelles, Les Autours, l’Al’Lègne, Le Gruyere, Le Fromage, Le Louis Philippe und La Jeunesse. Die GR-Fernwanderwege 125 und 126 verlaufen die Felsen entlang. Die Felsen in der Colébi-Schlucht liegen innerhalb eines Naturschutzgebiets, weshalb der Zugang streng reglementiert und Klettern dort verboten ist.